# 渡部重十
渡部 重十（わたなべ しげと、1953年11月2日 - ）は、日本の地球物理学者・惑星科学者。専門は地球惑星大気科学、プラズマ物理学、地球惑星電磁圏物理学。理学博士。北海道大学名誉教授および北海道情報大学経営情報学部教授、同宇宙情報センター長、2025年より学長を務める。

## 来歴・人物
北海道中川郡幕別町生まれ。1972年北海道帯広三条高等学校卒業。弘前大学理学部卒業後新潟大学大学院修士課程に進学。修士課程修了後東北大学大学院理学研究科博士課程に進学し、1984年博士課程修了。「Studies on the stability of the planetary ionospheres : for the cases of Venus and the earth ionosphere（惑星電離層の安定に関する研究 : 金星及び地球の電離層の場合）」。 文部省宇宙科学研究所研究生、拓殖大学工学部非常勤講師を経て1989年カナダ国立科学院ヘルツベルグ宇宙物理学研究所研究員、1991年北海道情報技術研究所研究主幹。その後、東北大学助教授を歴任し1998年より北海道大学理学研究科教授。2017年4月 北海道大学客員教授を退任。同名誉教授、地球電磁気・地球惑星圏学会会長。2021年4月 北海道情報大学副学長･理事。 2025年4月より北海道情報大学学長

## 研究活動
地球を含む惑星の大気・プラズマの構造と運動について、宇宙探査機・望遠鏡・コンピュータシミュレーションを用いて研究している。具体的には地球・金星・火星・木星の大気・プラズマ、地球・金星・木星のオーロラ、地球・火星大気の流出、太陽系外惑星の探査等を研究テーマとしている。

## 著作
- 『情報系のための電子工学概論』 森北出版、1994年4月、ISBN 978-4627790605、三枝武男との共著
- 『地球惑星科学入門』 北海道大学出版会、2010年11月10日、ISBN 978-4-8329-8195-9、在田一則・竹下　徹・見延庄士郎との共編著